# Simone Laudehr
Simone Melanie Laudehr (Ratisbona, Alemania; 12 de julio de 1986) es una exfutbolista alemana. Jugaba de mediocampista y su último equipo fue el Bayern de Múnich de la Bundesliga Femenina. Jugó con la selección de Alemania durante 10 años, del 2007 al 2017, ganando la Copa Mundial de 2007 poco tiempo después de su debut y el oro en los Juegos Olímpicos de 2016; y llegando a acumular más de 100 partidos internacionales. Laudehr fue considerada una jugadora versátil capaz de jugar en casi cualquier posición, pero se ubicaba mayormente en el mediocampo. Por su habilidad para anotar goles de cabeza y su gusto por jugar baloncesto, sus compañeras le dieron el apodo «Air Laudehr» (Aero Laudehr).
Tras anunciar su retiro del fútbol en junio de 2021, Laudehr ganó por primera vez la Bundesliga Femenina (2020-21) en su último partido como futbolista. Había sido subcampeona en 10 oportunidades.

## Trayectoria
Laudehr empezó a practicar el fútbol a los tres años de edad en el club FC Tegernheim. En el año 2003 se unió al equipo femenino del Bayern Múnich. En el 2004 se coronó campeona del mundo con la selección alemana en la Copa Mundial Femenina de Fútbol Sub-19 de 2004, celebrada en Tailandia; fue seleccionada para el equipo de estrellas de ese torneo. Ese mismo año fue trasferida al equipo FCR 2001 Duisburg.
El 29 de julio de 2007 hizo su debut con la selección femenina de fútbol de Alemania de mayores en un juego amistoso contra Dinamarca, en Magdeburgo. Cuatro días más tarde, anotó su primer gol con la selección mayor contra la República Checa. El 30 de septiembre de 2007 se coronó campeona del mundo en la Copa Mundial Femenina de Fútbol de 2007, celebrada en China, donde anotó el segundo gol de la final contra Brasil.
Obtuvo la medalla de bronce en los Juegos Olímpicos de Pekín 2008. Se coronó campeona europea en la Eurocopa Femenina 2009 y la Eurocopa Femenina 2013.
Nació de padre alemán y madre rumana.

## Estadísticas

### Clubes
| Club                | País     | Año         |
| ------------------- | -------- | ----------- |
| Bayern de Múnich    | Alemania | 2003 - 2004 |
| FCR 2001 Duisburg   | Alemania | 2004 - 2012 |
| Eintracht Fráncfort | Alemania | 2012 - 2016 |
| Bayern de Múnich    | Alemania | 2016 - 2021 |

## Palmarés

### Campeonatos nacionales
| Título              | Club              | País     | Año     |
| ------------------- | ----------------- | -------- | ------- |
| Copa de Alemania    | FCR 2001 Duisburg | Alemania | 2009    |
| Copa de Alemania    | FCR 2001 Duisburg | Alemania | 2010    |
| Copa de Alemania    | 1. FFC Frankfurt  | Alemania | 2014    |
| Bundesliga Femenina | Bayern de Múnich  | Alemania | 2020-21 |

### Campeonatos internacionales
| Título                   | Equipo            | Sede             | Año     |
| ------------------------ | ----------------- | ---------------- | ------- |
| Copa Mundial Sub-20      | Alemania          | Tailandia        | 2004    |
| Liga de Campeones        | FCR 2001 Duisburg | Rusia / Alemania | 2008-09 |
| Copa Mundial             | Alemania          | China            | 2007    |
| Juegos Olímpicos de 2008 | Alemania          | China            | 2008    |
| Eurocopa Femenina        | Alemania          | Finlandia        | 2009    |
| Liga de Campeones        | 1. FFC Frankfurt  | Alemania         | 2014-15 |
| Eurocopa Femenina        | Alemania          | Suecia           | 2013    |
| Juegos Olímpicos de 2016 | Alemania          | Brasil           | 2016    |